# Науковий кордон
Науковий кордон (англ. scientific frontier) — концепція та підхід до делімітації кордонів запропонована британським дипломатом лордом Керзоном під час його роботи над встановленням кордону між Британською Індією з Афганістаном після прикордонної війни 1897—1898 років й популяризована в його пізніших лекціях. Наукові кордони Керзона на відміну від випадкових чи штучних кордонів сплановані з урахуванням географічних даних та військово-стратегічних чинників для зручної їх оборони.